# Antoine Clot
Pour les articles homonymes, voir Clot.
Antoine Barthélémy Clot, né à Grenoble le 5 novembre 1793, et mort à Marseille le 28 août 1868, est un médecin français connu sous le nom de Clot-Bey après avoir exercé en Égypte.

## Biographie

### Enfance et études
Antoine Clot est né à Grenoble où il passe son enfance. Son père, sergent major du génie participe à la campagne d’Italie ; pour raison de santé, il ne prit pas part à la campagne d’Égypte. La famille s’installe à Brignoles (Var) en 1808 où le père retrouve un ami chirurgien, le docteur Sappey. Antoine Clot travaille dès la première année de leur arrivée chez un barbier de la ville.
En 1813, désireux de suivre des études de médecine, il part pour Marseille où, pour financer son existence, il réussit à obtenir un emploi chez un chirurgien-barbier, rue Reynarde. Il sera ensuite admis à l’Hôtel-Dieu comme élève externe. Le 30 janvier 1816, il est reçu élève interne en chirurgie et devient le 30 septembre 1817 officier de santé. Toutefois, pour devenir médecin, il doit réussir son baccalauréat, ce dont il s'acquitte à Aix-en-Provence en 1819. Il obtient son diplôme de docteur en médecine le 24 juillet 1820 à Montpellier, car Marseille ne possède pas encore de faculté de médecine. Il y suit une formation supplémentaire et devient docteur en chirurgie le 18 janvier 1823.
Il opère à l’Hôtel-Dieu de Marseille en qualité d'adjoint du chirurgien interne. Ce dernier prenant sa retraite, l’administration décide d’ouvrir un concours pour l’attribution de son poste. Antoine Clot, estimant que ce poste lui revenait de droit, démissionne le 22 décembre 1822. En raison de la jalousie de ses pairs comme de son caractère ombrageux, il est évincé de ses fonctions à l’œuvre des demoiselles de la Providence, de son poste de chef des travaux anatomiques à l’hôpital et de la Société académique de médecine. Il ouvre alors un cabinet privé qui connait immédiatement un grand succès.

### Le médecin d’Égypte
Florent Tourneau, négociant français installé à Alexandrie, reçut mission de pacha  Méhémet Ali, de se rendre à Marseille afin de recruter des instructeurs et des médecins pour contribuer à la modernisation de l’Égypte. C'est ainsi qu'Antoine Clot décide de tenter l’aventure et s’embarque le 21 janvier 1825. Son contrat initialement prévu pour cinq ans sera prorogé jusqu’en 1849.
Dès son arrivée, Clot soigne Méhémet Ali et le guérit d’une gastro-entérite ; il devient son médecin attitré et son ami. Mais l’état sanitaire du pays est déplorable, la médecine n'y étant pas développée. La tâche est immense. Soucieux de travailler au plus près des institutions et de la population, il s'adjoint un interprète et traducteur de qualité, le père Arsène Cardahi. Antoine Clot crée tout d’abord un Conseil de santé ainsi qu’un service sanitaire militaire. Il décide de créer un gigantesque complexe hospitalier à Abu Za Bal (Abouzabel). Il crée également une école de médecine ; les enseignants étant européens, il adjoint à chacun d’eux un traducteur en langue arabe. Il contourne les problèmes religieux que pose la dissection des corps humains en utilisant les cadavres d’esclaves non musulmans. Il fait transférer l’école de pharmacie du Caire à Abouzabel.

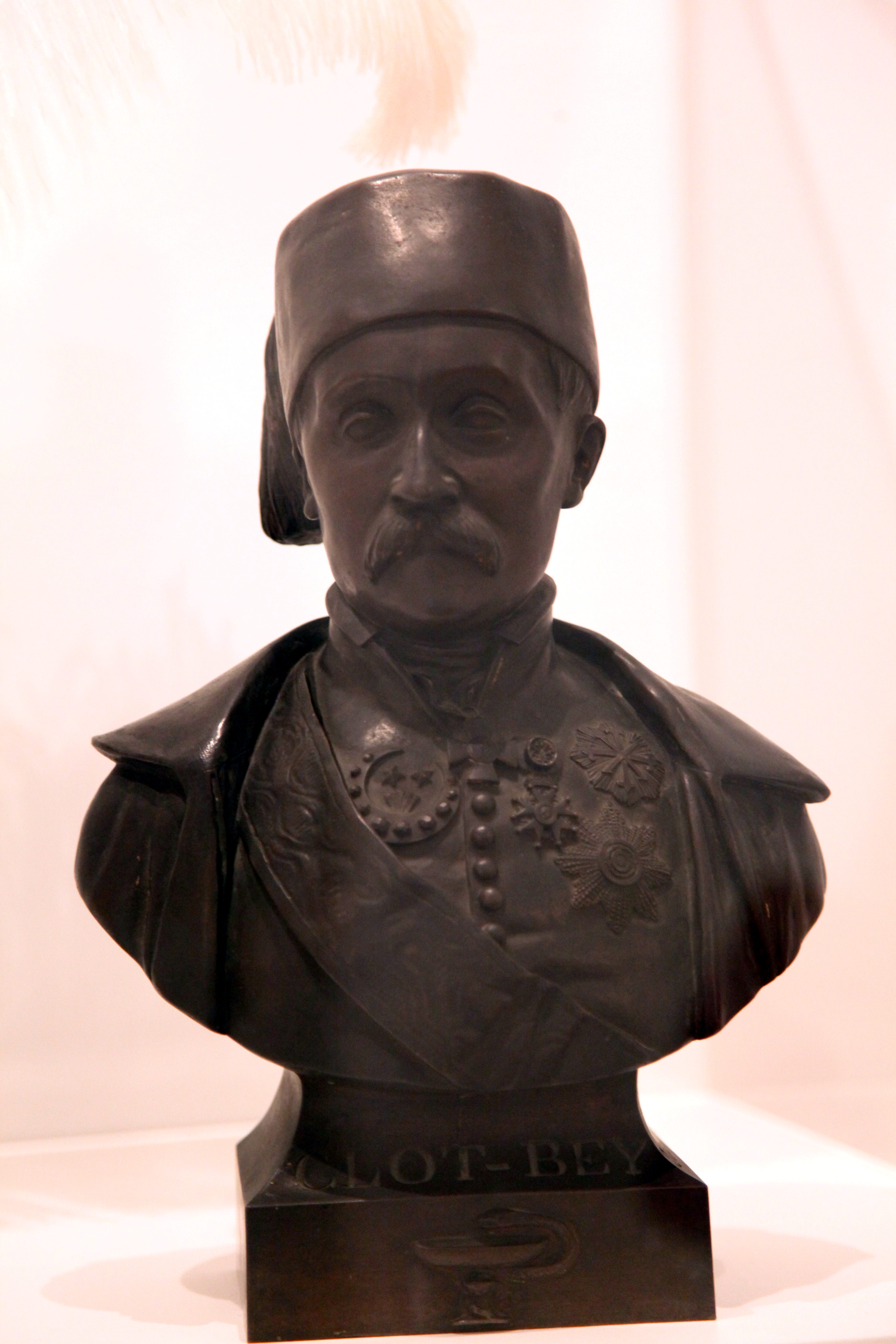
Buste de Clot-Bey par Jean-Pierre Dantan, 1849, (Musée de Grenoble)

Les épidémies sévissant fréquemment en Égypte, le docteur Clot introduit la vaccination antivariolique. L’année 1831 est marquée par une terrible épidémie de choléra qui fait 35 000 morts au Caire. Il se dévoue sans compter et obtient le titre de bey, qu’il ajoutera à son nom.
En 1832, il arrive non sans mal à fonder une école de médecine destinée aux femmes,,.
Il est envoyé en France avec douze de ses meilleurs élèves afin de compléter leur formation ; il assure également une mission officieuse auprès de Louis-Philippe Ier au sujet de la Syrie.
En 1835, une épidémie de peste se déclare. Clot-Bey se dévoue totalement à la lutte contre cette maladie et Méhémet Ali le nomme général à cette occasion. Épuisé par cette tâche, il demande un congé pour se rendre en France. À Marseille, il épouse en 1840 Charlotte Gavoty, fille d’un riche négociant. Au cours de ce séjour, il fait paraître son livre Aperçu général sur l’Égypte. Il revient au Caire en 1840 et continue de s’occuper de santé publique. En 1848, Méhémet Ali abdique en faveur de son fils Ibrahim qui meurt très peu de temps après. Son neveu, Abbas Hilmi lui succède. Celui-ci rejette toute modernisation de son pays et supprime les institutions mises en place par son grand-père. Clot-Bey est en disgrâce et rentre à Marseille en avril 1849. Abbas Hilmi est assassiné et son successeur, Mohammed Saïd rappelle alors Clot-Bey. Malgré sa fatigue, Clot-Bey retourne au Caire en novembre 1854 et retrouve ses fonctions d’inspecteur général de la santé. En 1858, il retourne définitivement à Marseille.

### Le collectionneur
Durant les trente années de son séjour en Égypte, Clot-Bey a pu acquérir une remarquable collection d’antiquités. Clot-Bey décide de vendre la plus grande partie de sa collection à la ville de Marseille pour un prix dérisoire : il ne demande en fait que le coût du transport. Cette collection d’abord exposée au château Borély est actuellement conservée à la Vieille Charité, au musée d'archéologie méditerranéenne. Parmi les objets présentés, les fameuses stèles orientées du général Kasa placées aux quatre points cardinaux mais également des sarcophages, des tables d’offrande et de nombreux petits objets : amulettes, colliers et ouchebtis. Il a également fait don d'une petite partie de sa collection au musée du Louvre à Paris.

### Derniers hommages et décès
En 1850, Charles-Lucien Bonaparte lui dédia le nom d’une alouette, l'Alouette de Clot-Bey Ramphocoris clotbey.
Par décret du 3 septembre 1851, il est promu commandeur de la Légion d'honneur. La même année, le pape Pie IX le nomme comte romain. Il obtient de nombreuses décorations étrangères : commandeur de l’ordre d’Isabelle la catholique (Espagne), grand officier de l’ordre Iftikhar de Tunis, grand croix de l’ordre de Saint Stanislas de Pologne, chevalier de l’ordre des Saints Maurice et Lazare (Italie), etc.
Il est élu le 7 juin 1860 à l’Académie de Marseille et reçu à la séance publique du 5 août 1860 au cours de laquelle il prononce son discours de réception sur le percement de l’isthme de Suez. Il est membre ou correspondant de plusieurs académies : Société géographique de Paris, Académie des sciences de Naples, Saint-Pétersbourg, Philadelphie, etc. Il est également membre de plusieurs sociétés médicochirurgicales : Bordeaux, Paris, Lyon, Leipzig, Barcelone, Marseille, Naples, Hambourg, Madrid, Tunis et Saint-Pétersbourg.
Il meurt dans sa bastide de Sainte Marthe, rue de Cade, le 20 août 1868. Il est enterré au cimetière Saint-Pierre de Marseille, où ses parents font construire une chapelle funéraire de style oriental portant sa devise « Inter infideles fidelis » (« Fidèle parmi les infidèles »).

## Publications
- Relation des épidémies de choléra qui ont régné à l'Heesiaz. à Suez, et en Égypte, Marseille, Feissat, Snr. & Demonchy, 1832, 60 p. (OCLC 24438493)
- De La Peste observée en Égypte, recherches et considérations sur cette maladie, Paris, Fortin Masson, 1840, 439 p. (OCLC 2082002)
- Aperçu général sur l'Égypte, 2 volumes, édition A. Barthélemy, 1840.
- Coup d'œil sur la peste et les quarantaines à l’occasion du congrès sanitaire, Paris, Libraire éditeur Masson, 1851.
- De l'ophthalmie : du trychiasis, de l'entropion et de la cataracte observés en Égypte, Marseille, Imprimerie Vial, 1864, 54 p. (OCLC 17763470)
- Introduction de la vaccination en Égypte en 1827. Organisation du service médico-hygiénique des provinces en 1840 : instructions et règlements relatifs à ces deux services, Paris, Victor Masson & Fils, 1860 (OCLC 17780732), p. 32
- Réorganisation du service médical civil et militaire d’Égypte en 1856 sous le gouvernement de S.A. Saïd Pacha, Paris, Thunot, 1862, 111 p. (OCLC 38386556)

## Postérité
- Une rue de Grenoble sa ville de naissance porte son nom.
- Une avenue de Marseille porte son nom[10].
- Une rue du centre du Caire a été nommée en son honneur.
- Plusieurs statues d'Antoine Barthélémy Clot ont été érigées à l'hôpital Kasr El Aini et dans son musée.
- L'Alouette de Clot-Bey, un oiseau des déserts d'Afrique du Nord et du Moyen-Orient, a été nommée ainsi en l'honneur de Clot-Bey, par le naturaliste Charles Lucien Bonaparte.